# أليكساندر دا كوستا
أليكساندر دا كوستا هو عازف كمان كندي، ولد في 1979 في مونتريال في كندا.

## وصلات خارجية
- أليكساندر دا كوستا على موقع IMDb (الإنجليزية)
- أليكساندر دا كوستا على موقع ميوزك برينز (الإنجليزية)
- أليكساندر دا كوستا على موقع أول ميوزيك (الإنجليزية)
- أليكساندر دا كوستا على موقع ديسكوغز (الإنجليزية)
- أليكساندر دا كوستا على موقع قاعدة بيانات الفيلم (الإنجليزية)